# تفسير ابن باديس
تفسير ابن باديس أحد كتب تفسير القران الكريم العصرية، ألفه عبد الحميد بن باديس.

## تدوين الكتاب
بدأ عبد الحميد بن باديس تفسيره للقرآن الكريم إلقاءً على طلبته ومريديه، بدأه في شهر ربيع الأول سنة 1332 هـ الموافق 1914، وختمه في شهر ربيع الأول من عام 1357 هـ الموافق 1938، ولكنه لم يكتب منه إلا قليلاً، فلم يكن الشيخ يكتب من التفسير ما يلقي، ولم تكن آلات التسجيل شائعة الاستعمال، ومتيسرة الوجود، ولم يتح له تلميذ نجيب يسجـل ما يقول، ولكنه كان يكتب في مجالس معدودة من تلك الدروس وكان ينشرها في فواتح أعداد مجلة الشهاب، ويسميها مجالس التذكير، وقد جمعت هذه الافتتاحيات بعد وفاته في كتاب تحت عنوان مجالس التذكير من كلام الحكيم الخبير.

## أسلوب التفسير
كان المرجع في تفسير ابن باديس للقرآن هو مرجع أهل السنة والجماعة، فهو يرجع في تفسير القرآن إلى ما يأتي: كلام الله تعالى، فيفسر القرآن بالقرآن، وكلام رسول الله فيفسر القرآن بالسنة، وكلام الصحابة ولا سيما ذوو العلم منهم، وكلام التابعين الذين اعتنوا بأخذ التفسير عن الصحابة، ما تقتضيه الكلمات من المعاني الشرعية أو اللغوية حسب السياق، فإن اختلف المعنى الشرعي واللغوي ، أخذ بما يقتضيه الشرعي ، لأن القرآن نزل لبيان الشرع ، لا لبيان اللغة إلا أن يكون هناك دليل يترجح به المعنى اللغوي فيؤخذ به، وقد اعتمد ابن باديس في تفسيره على أربعة كتب هي: تفسير ابن جرير الطبري، تفسير الكشاف، تفسير أبي حيان الأندلسي، تفسير الرازي.

## وصلات خارجية
- رابط قراءة كتاب تفسير ابن باديس
- تحميل كتاب تفسير ابن باديس من المكتبة الوقفية
- تحميل كتاب تفسير ابن باديس من المكتبة الشاملة